# Kaaimaneilandse dollar
De dollar is de munteenheid van Kaaimaneilanden. Eén dollar is honderd cent.
Munten in circulatie: 1, 5, 10 en 25 cent. Het papiergeld is beschikbaar in 1, 5, 10, 25, 50 en 100 dollar.
De Kaaimaneilandse dollar heeft een vaste wisselkoers van 1 Kaaimaneilandse dollar staat tot 1,227 US dollar. Op het eiland is het echter typisch 1,20.
Op de Kaaimaneilanden werd tot 1863 de Amerikaanse dollar (USD) gebruikt, en vervolgens de zilveren dollar tot 1876. Ook het pond sterling was een officieel betaalmiddel. Vanaf 1870 werden langzaamaan Jamaicaanse geldeenheden ingevoerd (JMP). Ook de Britse West-Indische dollar (XBWD) werd vanaf 1951 gebruikt, hoewel slechts beperkt. Per 1961 werd het Jamaicaanse pond gebruikt, waarna deze munteenheid in 1969 werd vervangen door de Jamaicaanse dollar in een verhouding van 2:1. De Kaaimaneilandse dollar werd ingevoerd in 1972 met een verhouding van 1:1.